# Odkurzacz

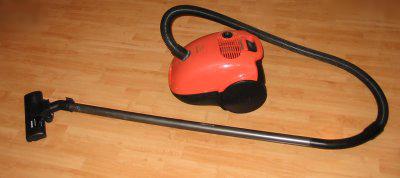
Odkurzacz

Odkurzacz – urządzenie służące do usuwania kurzu i innych zanieczyszczeń poprzez zasysanie powietrza razem z zanieczyszczeniami.

## Zasada działania

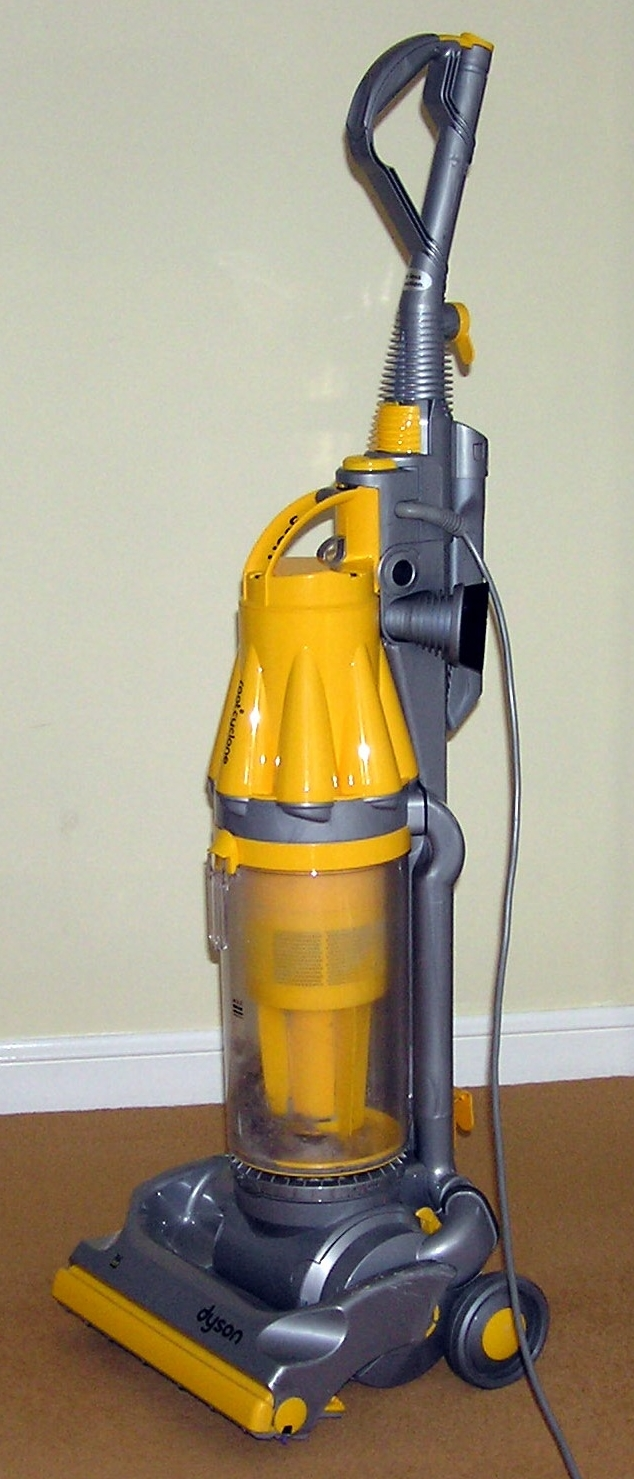
Odkurzacz systemu Dysona (suwany)

W odkurzaczu ssanie wytwarza sprężarka odśrodkowa, zwykle kilkustopniowa. Napędzana jest przez szybkobieżny silnik elektryczny (we współczesnych odkurzaczach często ponad 15 000 obr./min). Gromadzenie (pochłanianie) wessanego materiału następuje w worku papierowym lub z gęstej tkaniny, może też być pochłaniany w filtrze wodnym lub oddzielany w cyklonie działające na zasadzie separatora odśrodkowego. Odkurzacze wodne („kubełkowe”) mogą zbierać zarówno ciała stałe, jak i płyny. Jako separator wody uniemożliwiający zassanie przez silnik odkurzacza wodnego piany ze zbiornika stosuje się stożkową turbinę szybkoobrotową lub filtr z tkaniny Gore-Tex.
Stosowane są także systemy centralnego odkurzania – montowane na stałe w hotelach, domach lub zakładach przemysłowych, oraz odkurzacze samobieżne – roboty odkurzające, samodzielnie poruszające się po pomieszczeniach. Systemy centralnego odkurzania składają się z centralnej jednostki ssącej (umieszczonej zazwyczaj w piwnicy), instalacji rurowej w budynku oraz gniazd ssących różnych typów w ścianach i podłogach; do gniazd podłącza się wąż giętki i ssawki. Odkurzacze centralne charakteryzują się większą siłą ssania i cichszą pracą od przenośnych, zużywają mniej energii i nie wydmuchują do pomieszczenia alergenów i mikroorganizmów. Wymagają większej inwestycji początkowej oraz konserwacji.

## Podział

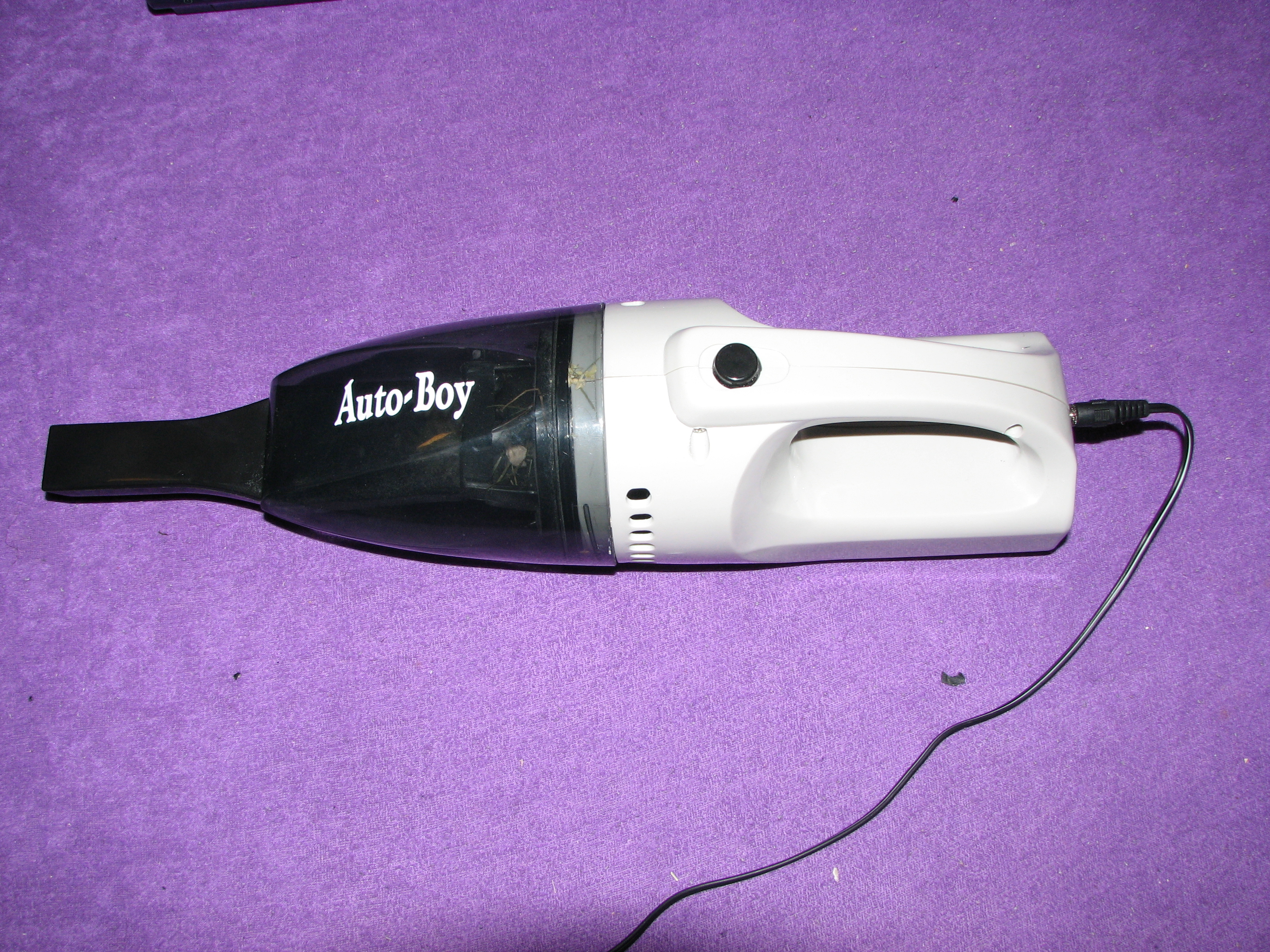
Mały odkurzacz samochodowy (przenośny)

Podział ze względu na rodzaj filtra:
- filtr z tkaniny
- filtr z tkaniny i filtr papierowy
- filtr wodny (kurz tonie w mgle wodnej)
- separator cyklonowy
- filtr HEPA

Współczesne odkurzacze zazwyczaj korzystają z kilkustopniowego filtrowania, przykładowo odkurzacz cyklonowy posiada na wylocie dodatkowy filtr HEPA dla ochrony alergików przed pyłkami.
Podział ze względu na mobilność:
- przenośny (zazwyczaj bateryjny lub akumulatorowy, używany do sprzątania np. wnętrza samochodu, czy tapicerki mebli);
- suwany – są powszechnie używane w Wielkiej Brytanii i spotyka się je w USA – odkurzacz taki jest niewielki, umieszczony na długim trzonku, a kurz zbierany jest w podłużnym worku umieszczonym za silnikiem;
- ciągniony – obecnie najczęściej spotykany, sam odkurzacz jest na kółkach, a sprząta się sztywną rurą, która połączona jest z odkurzaczem giętką rurą, jest on na tyle lekki, że podczas odkurzania przemieszcza się go, ciągnąc po prostu za rurę;
- stojący – używany dawniej np. w hotelach, bardzo duży, posiada kółka, lecz podczas odkurzania odkurzacza się nie przemieszcza – kółka służą jedynie do przemieszczania między pomieszczeniami;
- jezdny – wszelkiego rodzaju wózki-odkurzacze, używane do sprzątania m.in. hal i ulic;
- centralny – wszystkie części mechaniczne umieszcza się w pomieszczeniu technicznym, np. w piwnicy, a do poszczególnych pomieszczeń prowadzi się w ścianach tylko rury – w takim systemie aby sprzątać, podłącza się tylko giętką rurę do przyłącza w ścianie.
- przemysłowy – odkurzacze o większej mocy przystosowane do usuwania odpadków przemysłowych np. pyłów, odpadów stolarskich czy z tworzywa sztucznego, a także drobnego kruszywa (klasa L); gipsu, farby, odpadków remontowych, czy chemicznych (klasa M); ciężkich zanieczyszczeń takich jak: ołów, kadm, pleśń, czy azbest (klasa H)[2].

## Historia
Prawdopodobnie pierwszym urządzeniem służącym do usuwania kurzu, o napędzie jeszcze ręcznym, był „Whirlwind”, wynaleziony w Chicago w 1865 r. Urządzenia tego typu były potem rozwijane w kolejnych latach. Jako pomysłodawca odkurzacza wskazywany jest także Ives McGaffey (1869).
Odkurzacz elektryczny został wynaleziony w 1901 r. przez Brytyjczyka Huberta Bootha. Zainspirowany urządzeniami zdmuchującymi kurz strumieniem powietrza, doszedł do wniosku, że skuteczniejsze byłoby zasysać kurz, przez co nie osiadałby on ponownie na powierzchni. Testując swój pomysł, przyłożył usta do fotela i wykonał wdech. Próba ta o mało nie doprowadziła do jego uduszenia się, ale dowiodła słuszności pomysłu, który później opatentował w Wielkiej Brytanii. Booth skonstruował następnie odkurzacze przewoźne, wynajmowane na zlecenie klienta. Były to duże maszyny ciągnięte przez konie, które były ustawiane przed domem i zasysały kurz przez długie węże. Urządzenia te nie zdobyły jednak popularności.
Więcej szczęścia miał drugi wynalazca, Amerykanin James Murray Spangler. Pracując jako dozorca w domu towarowym i będąc uczulony na kurz, w 1906 skonstruował on pierwszy odkurzacz przenośny z wentylatora elektrycznego, pudełka i poszewki od poduszki. Ulepszone urządzenie opatentował w 1908 i jako pierwszy wprowadził przenośne elektryczne odkurzacze na rynek. Szybko patent i firma Spanglera zostały kupione przez jego kuzyna Williama Hoovera, który produkował dotąd uprzęże końskie i widząc masowy rozwój motoryzacji, w porę zorientował się, że musi zmienić całkowicie kierunek produkcji, stawiając na postęp techniczny. Hoover dalej ulepszył odkurzacz, a wprowadzając je do sprzedaży komiwojażerskiej połączonej z demonstracją działania w domach, rozpowszechnił swój sprzęt w Stanach Zjednoczonych, osiągając duże zyski. Pierwszy odkurzacz przenośny w Europie, który mogła obsługiwać jedna osoba, a który ważył tylko 17.5 kilograma wynaleziony został przez P.A. Fiskera. Na tamte czasy, gdy inne odkurzacze były ogromne, a do ich obsługi potrzeba było kilku osób, wynalazek o nazwie Nilfisk C1 był rewolucją. Przez wiele lat po wynalezieniu odkurzacze pozostały sprzętem drogim i luksusowym, lecz po II wojnie światowej stały się, wraz ze spadkiem ich cen, powszechnie używanym sprzętem gospodarstwa domowego, najpierw w Stanach Zjednoczonych, potem także w innych uprzemysłowionych państwach.

## Pozostałe informacje

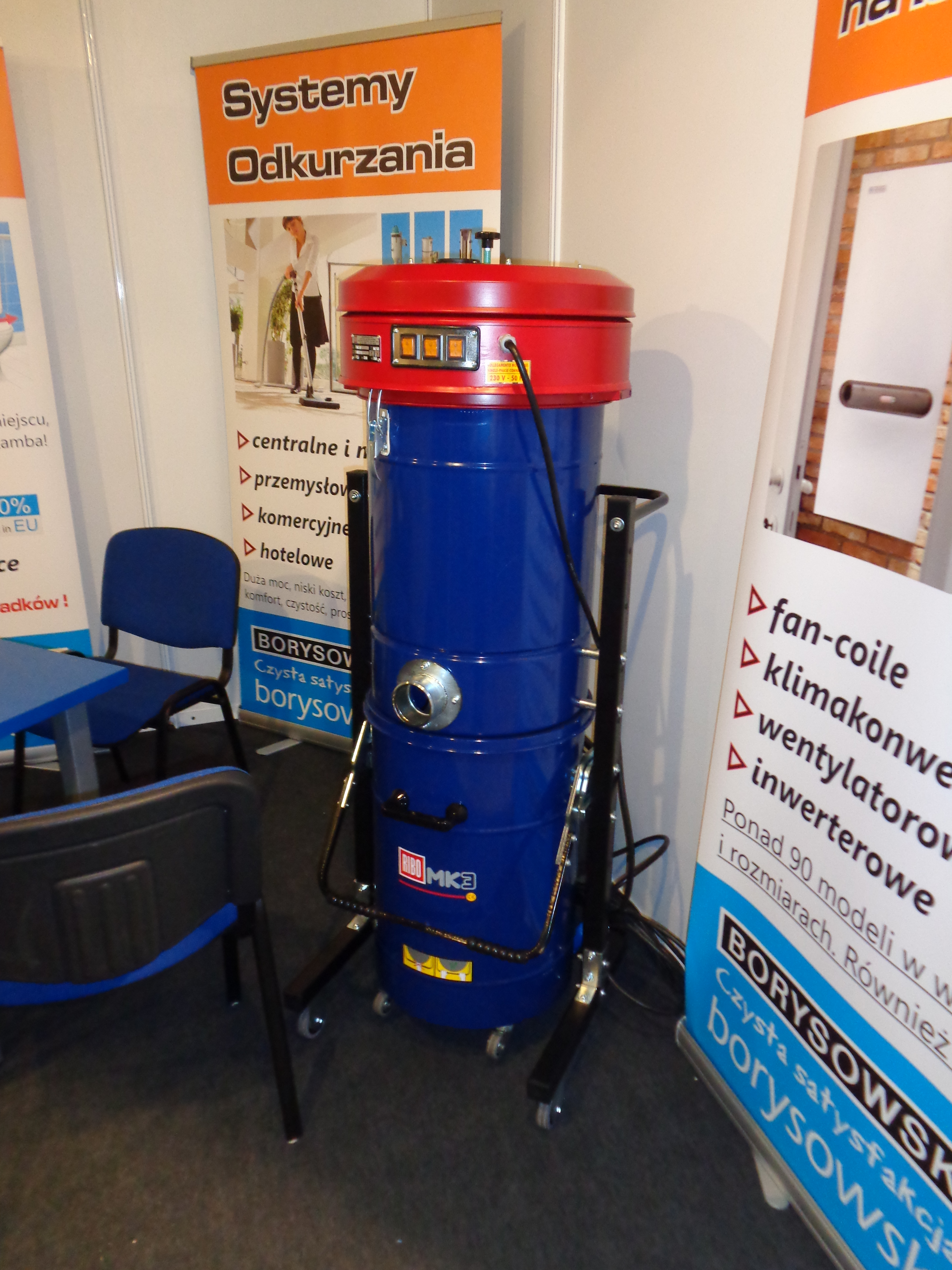
Jednostka centralna systemu „odkurzacza centralnego”

Współczesne domowe odkurzacze wyposażone są oprócz przewodu powietrznego i kompletu ssawek, niekiedy także w nasadki do prania dywanów lub ich „trzepania” za pomocą wibracji, a jeśli istnieje możliwość ujęcia powietrza wylotowego, to mogą także zawierać np. suszarkę do włosów lub rozpylacz do płynów (wykorzystywany np. do malowania ścian).
Dawniej w niektórych regionach Polski powszechnym synonimem słowa „odkurzacz” było słowo „elektroluks”, od nazwy Electrolux – szwedzkiej firmy produkującej sprzęt gospodarstwa domowego, która upowszechniła w Polsce domowe odkurzacze (podobnie w Wielkiej Brytanii synonimem odkurzacza stała się nazwa hoover od firmy Hoover).
Istnieją również duże odkurzacze przemysłowe, zazwyczaj na wózkach, służące do oczyszczania dużych powierzchni, np. korytarzy, hal lub innych dużych pomieszczeń, a oprócz wsysania kurzu mogą także służyć np. do zbierania wody, piany, chemikaliów, czy też zanieczyszczeń stałych o znacznie większej średnicy ziarna niż w przypadku kurzu.
W sprzedaży dostępne są także odkurzacze automatyczne, zwane też robotami sprzątającymi. Urządzenia same jeżdżą po wyznaczonym terenie i samodzielnie sprzątają. Kiedy rozładuje się akumulator lub zapełni worek na kurz, odkurzacz wraca do stacji dokującej, gdzie może naładować akumulator i opróżnić zbiornik kurzu.
W 1992 roku firma Matsushita zaprezentowała odkurzacz, który dzięki zastosowaniu logiki rozmytej potrafi sam dobrać moc ssania w zależności od pobranych wartości z czujników potrafiących zróżnicować rodzaj brudu i podłoża.
Współczesne odkurzacze zasilane sieciowo muszą spełniać warunki ochrony przed wywoływaniem zakłóceń w sieci elektrycznej. Od 1 września 2014 r. UE zabroniła sprzedaży odkurzaczy pobierających więcej niż 1600 watów, natomiast od 1 września 2017 r. maksymalny pobór energii w UE to 900 W.